# Unidos do Shangai
O GRES Unidos do Shangai é uma escola de samba de Campinas.  Foi fundado no bairro Jardim Shangai em agosto de 1988 por Paulo Gomes da Silva. A escola nasceu a partir do bloco carnavalesco "Caçulas do Samba", com 200 componentes, que desfilava dentro do bairro. Foi feita uma votação entre os participantes do bloco, que optaram por transformá-lo em escola de samba.
A agremiação já participou de 19 desfiles e a mais importante vitória foi sua subida do Grupo de Acesso para o Grupo Especial em 2004. Neste Grupo, a escola ainda não teve nenhum título. Ela é mantida pela própria comunidade do Jardim Shangai.
Esteve ausente dos desfiles oficiais em 2009, mas em 2010 esteve no Grupo Especial e obteve o vice-campeonato.  Novamente, foi vice-campeã em 2011.